# آلکالالی
آلکالالی (به اسپانیایی: Alcalalí) دهستانی در استان آلیکانتهٔ اسپانیا است.
در این دهستان ۱٬۴۱۸ نفر زندگی می‌کنند. مساحت این دهستان ۱۴٫۴۳ کیلومتر مربع است.